# Ramaria cyaneigranosa
Ramaria cyaneigranosa Marr & D.E. Stuntz – gatunek grzybów należący do rodziny siatkoblaszkowatych (Gomphaceae).

## Systematyka i nazewnictwo
Pozycja w klasyfikacji według Index Fungorum: Ramaria, Gomphaceae, Gomphales, Phallomycetidae, Agaricomycetes, Agaricomycotina, Basidiomycota, Fungi.
Po raz pierwszy opisali go w 1974 r. C.D. Marr i D.E. Stuntz i nadana przez nich nazwa naukowa jest aktualna. Synonimy:
- Ramaria cyaneigranosa var. elongata Marr & D.E. Stuntz 1974
- Ramaria cyaneigranosa var. persicina Marr & D.E. Stuntz 1974

## Morfologia
Grzyb klawarioidalny o owocniku krzaczkowatym i koralowatym. Podstawa pojedyncza lub rozgałęziona, często gruba lub lekko bulwiasta, biała, nieamyloidalna. Miąższ mięsisty, włóknisty. Gałęzie jasnoczerwone, brzoskwiniowe lub łososiowe, wierzchołki w tym samym kolorze, co gałęzie, drobno nakrapiane jasnożółtymi lub czerwonawożółtymi plamkami.
Cechy mikroskopowe
Podstawki bez sprzążek bazalnych z drobnymi, cyjanofilnymi granulkami. Bazydiospory 8–15 × 4–6 μm, niemal cylindryczne, ozdobione wyrazistymi, nieregularnymi, cyjanofilnymi brodawkami.
Gatunki podobne
Ramaria cyaneigranosa charakteryzuje się owocnikiem o czerwonawych odcieniach, nieamyloidalną podstawą i cyjanofilnymi podstawkami bez sprzążek.

## Występowanie i siedlisko
Brak go w opracowanym w 2003 r. przez Władysława Wojewodę wykazie wielkoowocnikowych grzybów podstawkowych Polski, po raz pierwszy jego stanowiska w Polsce podał Dariusz Karasiński w 2009 r.
Grzyb mykoryzowy występujący w lasach iglastych.